# Òxid d'hafni(IV)
L'òxid d'hafni(IV) és el compost inorgànic amb la fórmula HfO
2. També conegut com a diòxid d'hafni o hafnia, aquest sòlid incolor és un dels compostos més comuns i estables de l'hafni. És un aïllant elèctric amb un interval de banda de 5,3 ~ 5,7 eV. El diòxid d'hafni és un intermedi en alguns processos que donen hafni metall.
L'òxid d'hafni(IV) és força inert. Reacciona amb àcids forts com l'àcid sulfúric concentrat i amb bases fortes. Es dissol lentament en àcid fluorhídric per donar anions fluorohafnat. A temperatures elevades, reacciona amb el clor en presència de grafit o tetraclorur de carboni per donar tetraclorur d'hafni.
Hafnia adopta normalment la mateixa estructura que la zirconia (ZrO₂). A diferència del TiO₂, que presenta Ti de sis coordenades en totes les fases, la zirconia i l'hàfnia consisteixen en centres metàl·lics de set coordenades. S'han observat experimentalment una varietat d'altres fases cristal·lines, incloent-hi fluorita cúbica (Fm 3 m), tetragonal (P4 ₂ /nmc), monoclínica (P2 1 /c) i ortoròmbica (Pbca i Pnma). També se sap que l'hàfnia pot adoptar altres dues fases metaestables ortorròmbiques (grup espacial Pca2 1 i Pmn2 1) en un ampli rang de pressions i temperatures, presumiblement les fonts de la ferroelectricitat observada a les pel·lícules primes d'hàfnia.
Hafnia s'utilitza en recobriments òptics i com a dielèctric d'alt κ en condensadors DRAM i en dispositius avançats d'òxid de metall i semiconductors. Els òxids basats en hafni van ser introduïts per Intel l'any 2007 com a reemplaçament de l'òxid de silici com a aïllant de porta en transistors d'efecte de camp. L'avantatge dels transistors és la seva elevada constant dielèctrica: la constant dielèctrica de HfO2 és de 4 a 6 vegades més gran que la de SiO₂. La constant dielèctrica i altres propietats depenen del mètode de deposició, la composició i la microestructura del material.
L'òxid d'hafni (així com l'òxid d'hafni dopat i amb deficiència d'oxigen) atrau un interès addicional com a possible candidat per a memòries de commutació resistiva i transistors d'efecte de camp ferroelèctric compatibles amb CMOS (memòria FeFET) i xips de memòria.
A causa del seu punt de fusió molt alt, l'hafnia també s'utilitza com a material refractari en l'aïllament de dispositius com els termoparells, on pot funcionar a temperatures de fins a 2500 °C.